# Eternal Domination
Eternal Domination – pierwszy album grupy Suicidal Angels, wydany w 2007 z nakładem OSM Record.

## Lista utworów
1. „Quench Your Thirst With Christian Souls” – 03:47
2. „Evil Attack” – 03:42
3. „The Prophecy” – 02:58
4. „Crematory” – 03:43
5. „Slaughtering Christianity” – 05:16
6. „Sacred Prayers to Expiation” – 03:05
7. „Demon’s Bloodwrath” –  02:28
8. „Armies of Hell” – 03:56
9. „Screams of Homicide” – 03:17
10. „Vomit On the Cross” – 02:41
11. „Eternal Darkness” – 03:28

## Twórcy
- Orpheas Tzortzopoulos – perkusja
- Nick Melissourgos – gitara, śpiew
- Sotiris Skarpalezos – gitara basowa
- Themis Katsimichas – gitara